# Mofos
Mofos es un estudio, productora y distribuidora pornográfica focalizada en el reality pornográfico. Creado en noviembre de 2008 en Montreal (Canadá) por el sitio web Brazzers, su fin tenía subir a este último todo el contenido producido, a fin de llegar al público de manera más fácil. Principalmente cuenta con actores pornográficos amateurs y recién debutados en la industria; menos conocidos que podrían representar diversos roles. El sitio web de Mofos fue adquirido por Manwin en 2010.
En abril de 2023, Mofos ocupaba el puesto 39 654 en el ranking de tráfico global de Alexa.

## Subsidiarias
Hay más de veinte sitios web que operan bajo la red del portal Mofos. Cada uno de ellos tiene una finalidad distinta, con diferentes temas y temáticas dentro del género del reality pornográfico. Estos pueden incluir etiquetas como pornografía interracial, sexo en público o lugares públicos, adolescentes en edad legal, mujeres maduras, etc. Estas subsidiarias son nombrados para poder identificar fácilmente dichos temas sin necesidad de mucha investigación.

## Operaciones
Independientemente de cualquier tema explícito, Mofos y sus filiales se ejecutan y difuden cuidadosamente bajo la supervisión oficial de MindGeek para evitar que los mismos caigan en acciones o actividades ilegales. Tanto Mofos, como su matriz Brazzers son propiedad de la operadora Mindgeek, anteriormente conocida como Manwin. El nombre fue cambiado poco después de que el socio gerente, Fabian Thylman, renunciara. Thylman había adquirido la compañía después de comprar los activos de los fundadores originales. En 2013, vendió sus participaciones a Feras Antoon y David Tassillo, gerentes de la misma. La compañía luego se fusionó con RedTube, uno de los principales portales de visualización de vídeos pornográficos. gran sitio de videos porno, creando así MindGeek.